# 出火 (屏東)
22°00′27″N 120°45′27″E / 22.0074725°N 120.7575131°E

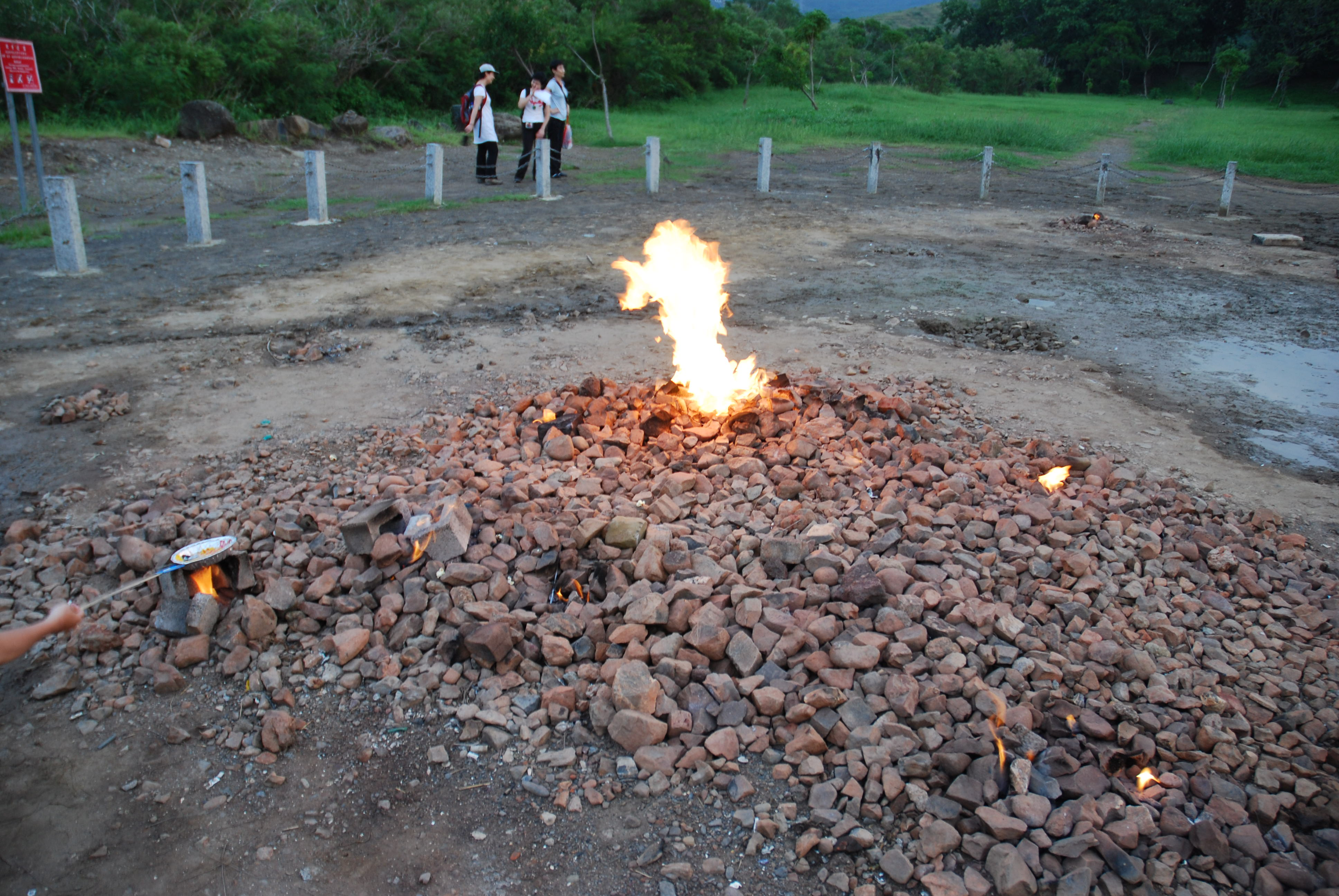
出火

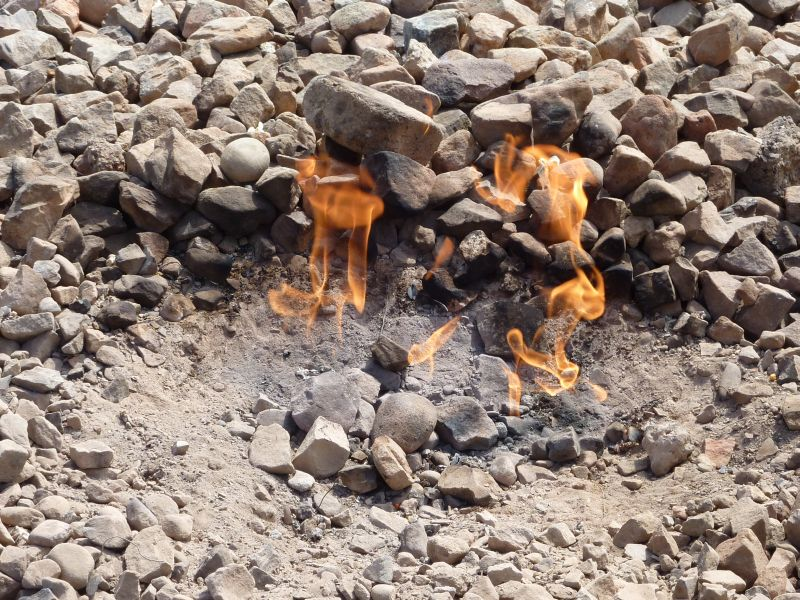
天然氣自地表裂縫冒出，被點燃所呈現「出火」景象。

出火，位於中華民國台灣屏東縣恆春鎮，是墾丁國家公園旅遊景點之一。

## 地質景觀
出火是恆春半島著名的地質景觀，儲藏於泥岩層中的天然氣從裂隙竄出至地表，經點燃後而形成的天然景象，故名「出火」。
位置在恆春東門外約100公尺處，經由縣道200線可達，距離該條公路甚近，常有旅客於此駐留觀賞。目前，出火已被規劃為特別景觀區，隸屬墾丁國家公園管理處所管轄，但常傳出旅客或小販利用出火烹煮食物，往往觸犯墾丁國家公園管理處公告禁止事項所規範之行為。

## 聚落形成
「出火」一名，原指這一帶散居著排灣族的聚落地名，不單是景點名稱。最早當地人的先祖移居至此，觀察其特殊的地理景觀後，加以命名並口耳相傳，最後才由漢人記錄下來。其後衍生出火山、出火溪等來命名當地的山水，如清．屠繼善《恒春縣志》中描述：
出火山，在縣城東五里，三台山之左。《爾雅》：『大山宮，小山霍』，此實霍也。為縣城入射麻里、赴內山之路。路岸穴孔如碗，火即出，無煙而焰；焰高尺餘，陰靉天可見。投以草木，則烈而燼。火移徙無定處，然相去不遠耳；冬、春有，夏、秋無。沙土石，皆青黯色。山下有溪名出火溪；源細而流長，行六、七里，會龍鑾潭西北流入海。據《采訪錄》：『近年火少見』。士女往觀者，謂尋火而得，則吉；否則不吉。居民以此占否泰也。
但是形成出火的位置並非固定，過去出火聚落及山火橋的位置均與目前之景點不同。現在的出火聚落位於出火橋附近，日治初期則可能位在橋南側出火溪河畔（下游又稱為山腳溪）。